# Václav Zbořil
Václav Zbořil (31. března 1876 Bystřice pod Hostýnem – 1956 Istebník nad Váhem) byl český a československý politik a meziválečný poslanec Revolučního národního shromáždění za Československou stranu lidovou.

## Biografie
Narodil se do rodiny továrníka a majitele podniku na výrobu perníku a voskového zboží. Byl aktivní v péči o poutní místo Hostýn. Například se zasloužil o postavení silnice na vrchol kopce. Angažoval se v Matici svatohostýnské jako její dlouholetý předseda a v dalších charitativních a obecně prospěšných spolcích (předseda Okresního spolku pro péči o nezaměstnané). Jakožto dlouholetý předseda odboru Klubu československých turistů v Bystřici pod Hostýnem dal postavit chatu na Tesáku (1932), která byla na jeho počest pojmenována Zbořilova chata. Otec mu přes doporučení učitelů nedovolil studovat na vysoké škole a musel převzít rodinný podnik. V továrně se vyrábělo voskové zboží, svíčky, mýdlo či perník – byla jediná svého druhu na Moravě. Až do roku 1947 se podílel na její činnosti. Angažoval se v katolických spolcích a v Katolické straně národní na Moravě. Působil i literárně. Sepsal práci Co vrátí řemeslu zlaté dno? (1913), v níž se zabýval možnostmi rozvoje živnostenského stavu.
Po vzniku ČSR zasedal v Revolučním národním shromáždění za Československou stranu lidovou. Na mandát rezignoval v březnu 1919. Profesí byl továrníkem.
Po rezignaci na poslanecký mandát se nadále věnoval podnikání. Byl aktivní i na poli technického bádání, získal několik patentů (mimo jiné autoped, tedy vůz vybavený místo kol takzvanými pédy, který měl být využíván pro zimní zásobování vrcholu Hostýna). Byl starostou Bystřice pod Hostýnem, předsedou okresní správní komise silniční a předsedou Klubu československých turistů. V roce 1931 byl zvolen předsedou Krajinského muzea a předsedou tenisového klubu. Pro kostel v rodném městě daroval dva zvony, byl aktivní v charitativním hnutí. Po nástupu komunistické vlády v roce 1948 přišel kvůli znárodnění o majetek a se ženou se přestěhoval do Istebníku nad Váhem, kde zemřel v roce 1956.